# Cazas de Cazuza
Cazas de Cazuza foi um musical que exaltou a obra e biografia de um dos maiores poetas da música popular brasileira - Cazuza. A ópera-rock, escrita e dirigida por Rodrigo Pitta, com direção musical e arranjos de Daniel Salve, estreou no dia 3 de fevereiro de 2000 no Tom Brasil em São Paulo e deflagrou a febre por musicais no Brasil. Depois de uma curta temporada em São Paulo, o musical seguiu para o Rio, onde estreou no dia 16 de março daquele ano, no Canecão.
O espetáculo (cuja trilha sonora foi lançada pela Som Livre), teve em seu elenco Jay Vaquer, Lulo, Débora Reis, Bukassa Kabengele, Tatiana Parra, Vanessa Gerbelli, entre outros.
Sucesso de de crítica e público, o musical levou mais de 300 mil pessoas ao teatro naquele ano, e foi apoiado pela "Lei de Incentivo à Cultura".

## Sinopse
O musical remonta a vida de Cazuza por meio de suas próprias canções. Os personagens das letras do compositor se encontram no espetáculo.
O enredo usa um hipotético prédio de apartamentos do Baixo Leblon, na zona sul do Rio, como metáfora existencial. Nele, sete personagens vivem alegrias e tristezas, derrotas e conquistas. As músicas de Cazuza
são usadas neste musical para contar as vidas destes personagens.
Os personagens em questão são: o produtor de cinema homossexual Justo (Jay Vaquer), que divide apartamento e se apaixona, sem ser correspondido, pelo bon vivant machista e drogado Deco (Lulo Scroback); a estrela emergente Bete Balanço (Débora Reis); a jornalista Mia (Vanessa Gerbelli), que acumula funções num jornal popular e que vive uma crise conjugal com o marido desempregado, o poeta Enrico (Fernando Prata). Ele, por sua vez, sofre com o amor "shakespeariano" que alimenta pelo vizinho Justo, sua grande inspiração poética.
Há, ainda, o síndico conservador Ernesto (Bukassa Kabengele) e sua mulher Vera (Rosana Pereira), ambos marcados profundamente pela morte do filho.

## Crítica
| Críticas profissionais | Críticas profissionais |
| Avaliações da crítica  | Avaliações da crítica  |
| Fonte                  | Avaliação              |
| ---------------------- | ---------------------- |
| Folha de S.Paulo       | [ 10 ]                 |

Nelson de Sá, do jornal Folha de S.Paulo, deu nota 4 (de 5) para o musical, dizendo: ""Cazas" é um espetáculo de cor nacional, de um Brasil oprimido de cidade grande. (...) Impressiona a fusão alcançada entre as letras e a trama, mas, sobretudo, é de fazer inveja a elevada qualidade dos números musicais, com uma direção profissional, precisa, o que é incomum no teatro musical recente. Problemas, contudo, podem ser identificados em diversos planos. O segundo ato não se desenvolve com a justeza do primeiro: há cenas mal resolvidas, algumas desnecessárias, e o ato consegue ser o mais longo -ainda construindo a situação, quando já deveria partir para a sua solução. De volta ao que "Cazas de Cazuza" tem de melhor, Jay Vaquer e Débora Reis são intérpretes plenos de musical, com domínio tanto vocal como da atuação, e Lulo Scrobak, em sua estreia profissional, insinuou um artista maior."

## Créditos
- Direção - Rodrigo Pitta
- Diretor Musical - Daniel Ribeiro
- Diretora Assistente - Rosana Pereira
- Coreógrafo - Sandro Borelli
- Diretor de Produção - Andréa Pitta e Cinthia Pedreschi
- Iluminação - Caetano Vilela
- Cenário - Paola Scartezini
- Guarda-roupa - Paola Scartezini e Elaine Azevedo

### Elenco
| Ator                | Papel        |
| ------------------- | ------------ |
| Jay Vaquer          | Justo        |
| Lulo Scroback       | Deco         |
| Débora Reis         | Bete Balanço |
| Fernando Prata      | Enrico       |
| Vanessa Gerbelli    | Mia          |
| Rosana Pereira      | Vera         |
| Bukassa Kabengele   | Ernesto      |
| Marcelo Góes        |              |
| Daniela Cury        |              |
| Wagner Emmy         |              |
| Nayma Ferreira      |              |
| Tatiana Parra       |              |
| Ivan Parente        |              |
| Mariana Elisabetsky |              |
| Tchello Palma       |              |
| Ana Torres          |              |

## Álbum
O sucesso do musical foi tanto, que ele acabou convertido para o formato digital e lançado em CD, com o nome Cazas de Cazuza - A Ópera Rock

### Faixas do CD
| N.º | Título                                                                               | Compositor(es)                                                                     | Duração |  |
| 1.  | "Abertura"                                                                           |                                                                                    |         |  |
| 2.  | "Um Trem Para as Estrelas"                                                           | Cazuza, Gilberto Gil                                                               |         |  |
| 3.  | "Todo o amor que houver nesta vida"                                                  | Roberto Frejat, Cazuza                                                             |         |  |
| 4.  | "Completamente blue" "Pro dia nascer feliz" "Livros"                                 | Roberto Frejat, Cazuza , Rogério Meanda, Nilo Romero, George Israel Caetano Veloso |         |  |
| 5.  | "Certo dia na cidade"                                                                | Guto Goffi, Maurício Barros, Cazuza                                                |         |  |
| 6.  | "Vida fácil"                                                                         | Roberto Frejat, Cazuza                                                             |         |  |
| 7.  | "Anoitece (vocal incidental)"                                                        |                                                                                    |         |  |
| 8.  | "Preciso dizer que te amo"                                                           | Dé, Cazuza, Bebel Gilberto                                                         |         |  |
| 9.  | "O tempo não pára"                                                                   | Arnaldo Brandão, Cazuza                                                            |         |  |
| 10. | "Bete Balanço Mix": * "Bete Balanço" * "Maior abandonado" * "Vida louca vida"        | Roberto Frejat, Cazuza Roberto Frejat, Cazuza Lobão, Bernardo Vilhena              |         |  |
| 11. | "Cobaias de Deus" "Mal nenhum"                                                       | Ângela Rô Rô, Cazuza , Lobão                                                       |         |  |
| 12. | "Brasil"                                                                             | George Israel, Nilo Romero, Cazuza                                                 |         |  |
| 13. | "Posando de star"                                                                    | Cazuza                                                                             |         |  |
| 14. | "Bruma"                                                                              | Arnaldo Brandão, Cazuza                                                            |         |  |
| 15. | "Blues da piedade" "Pro dia nascer feliz"                                            | Roberto Frejat, Cazuza Roberto Frejat, Cazuza                                      |         |  |
| 16. | "Obrigado (por ter se mandado)" "O quereres"                                         | Zé Luiz, Cazuza Caetano Veloso                                                     |         |  |
| 17. | "Ideologia" "Poema Confessional"                                                     | Roberto Frejat, Cazuza                                                             |         |  |
| 18. | "Malandragem"                                                                        | Roberto Frejat, Cazuza                                                             |         |  |
| 19. | "Completamente blue"                                                                 | George Israel, Rogério Meanda, Nilo Romero, Cazuza                                 |         |  |
| 20. | "Codinome Beija-flor"                                                                | Ezequiel Neves, Cazuza, Reinaldo Árias                                             |         |  |
| 21. | "Finale": * "O tempo não pára" * "Pro dia nascer feliz" * "Um trem para as estrelas" | Cazuza - Gilberto Gil Roberto Frejat, Cazuza , Arnaldo Brandão                     |         |  |